# Percina
Percina is een geslacht van straalvinnige vissen uit de familie van echte baarzen (Percidae).

## Soorten
- Percina antesella Williams & Etnier, 1978
- Percina apristis Hubbs & Hubbs, 1954
- Percina aurantiaca Cope, 1868
- Percina aurolineata Suttkus & Ramsey, 1967
- Percina aurora Suttkus & Thompson, 1994
- Percina austroperca Thompson, 1995
- Percina bimaculata Haldeman, 1844
- Percina brevicauda Suttkus & Bart, 1994
- Percina burtoni Fowler, 1945
- Percina caprodes Rafinesque, 1810
- Percina carbonaria Baird & Girard, 1853
- Percina copelandi Jordan, 1877
- Percina crassa Jordan & Brayton, 1878
- Percina crypta Freeman, Freeman, Burkhead  & Straight, 2008
- Percina cymatotaenia Gilbert & Meek, 1887
- Percina evides Jordan & Copeland, 1877
- Percina fulvitaenia Morris & Page, 1981
- Percina gymnocephala Beckham, 1980
- Percina jenkinsi Thompson, 1985
- Percina kathae Thompson, 1997
- Percina kusha Williams & Burkhead, 2007
- Percina lenticula Richards & Knapp, 1964
- Percina macrocephala Cope, 1867
- Percina macrolepida Stevenson, 1971
- Percina maculata Girard, 1859
- Percina nasuta Bailey, 1941
- Percina nevisense Cope, 1870
- Percina nigrofasciata Agassiz, 1854
- Percina notogramma Raney & Hubbs, 1948
- Percina oxyrhynchus Hubbs & Raney, 1939
- Percina palmaris Bailey, 1940
- Percina pantherina Moore & Reeves, 1955
- Percina peltata Stauffer, 1864
- Percina phoxocephala Nelson, 1876
- Percina rex Jordan & Evermann, 1889
- Percina roanoka Jordan & Jenkins, 1889
- Percina sciera Swain, 1883
- Percina shumardi Girard, 1859
- Percina sipsi Williams & Neely, 2007
- Percina smithvanizi Williams & Walsh, 2007
- Percina squamata Gilbert & Swain, 1887
- Percina stictogaster Burr & Page, 1993
- Percina suttkusi Thompson, 1997
- Percina tanasi Etnier, 1976
- Percina uranidea Jordan & Gilbert, 1887
- Percina vigil Hay, 1882
- Percina williamsi Page & Near, 2007